# おのろけ夫婦合戦
『おのろけ夫婦合戦』（おのろけふうふがっせん）は、1964年6月29日から1965年3月29日、および1965年8月3日から同年10月26日まで日本テレビ系列局で放送されていた日本テレビ製作のクイズ番組である。

## 概要
一般の夫婦を題材にしていたクイズ番組で、妻を「一人席」に、夫を「三人席」に着かせて行っていた。夫が座る「三人席」には、夫と同年代の2人の男性も偽者の夫として座っていた。解答者は妻に質問していき、彼女からの返答をヒントに本物の夫を当てていった。
第1期は、月曜19:30枠で放送されていた『日立ファミリーステージ 圭三ビッグプレゼント』から引き続き日立製作所の一社提供で放送されていた。そのため、第1期当時はタイトルに「日立ファミリーステージ」を冠していた。フランスベッドの一社提供となった第2期にはこのサブタイトルが無く、表題通りのタイトルで放送されていた。

## 放送時間
いずれも日本標準時。
- 月曜 21:00 - 21:30 （第1期）
- 火曜 21:30 - 22:00 （第2期）

## 出演者

### 司会
- 高橋圭三（第1期）
- 芥川隆行（第2期）

### 解答者
- コロムビア・トップ・ライト（第1期）
- 藤木二三代（第1期）
- 第1期ではこのほかに、毎回ゲスト解答者が1人加わっていた。第2期の解答者については不明。

## プロデューサー
- 細野邦彦（第1期・第2期ともに） - 第2期当時は『踊って歌って大合戦』も手掛けていた。